# Festival Est-Ouest
L'association Festival Est-Ouest est située à Die, dans la vallée de la Drôme, territoire rural au pied du Vercors. Elle organise chaque année un festival consacré aux cultures des pays d'Europe de l'Est.

## Historique
C'est durant la préparation de la 5e Coupe du monde de course à pied en montagne, en 1987, que les membres de l'association "Courir en Montagne" et ceux des délégations venus de l'autre côté du rideau de fer eurent l'idée de créer le festival Est-Ouest.
Il vit le jour en 1989, quelques semaines avant la chute du mur de Berlin. Depuis lors, la frontière avec l'Europe de l'Est s'est déplacée, l'Union européenne s'est élargie, le bloc soviétique a explosé et on dit que l'intérêt du grand public pour les pays de l'Est s'est émoussé.
Pourtant le Festival Est-Ouest a continué. Les régions concernées ont été :
- 1989 Tchécoslovaquie,
- 1990 Pologne,
- 1991 Hongrie,
- 1992 Roumanie,
- 1993 Slovaquie,
- 1994 Bulgarie,
- 1995 Albanie,
- 1996 Moldavie,
- 1997 Lituanie,
- 1998 Géorgie,
- 1999 Ukraine,
- 2000 Arménie,
- 2001 Sibérie,
- 2002 Moscou,
- 2003 à nouveau la Pologne,
- 2004 la Volga,
- 2005 Saison culturelle d'un festival à l'autre, Forums des Rencontres Européennes de Die,
- 2006 le Caucase
- 2007
- 2008 Les littératures d'Europe : d'une frontière à l'autre
- 2009 D'Istanbul à Berlin

## Objectifs
Il s'agit de rencontrer l'autre à travers des disciplines aussi diverses que musique, cinéma, littérature, théâtre, art contemporain, artisanat, patrimoine, agriculture, environnement... Inviter des créateurs en milieu rural, leur ouvrir le champ des possibles, se le rendre accessibles et s'en nourrir.